# Demagógia
A demagógia (a görög δημος (demos, nép) és αγωγειν (agógein, vezetni) szavakból) a kommunikáció olyan iránya, amely az érzelmekre és az előítéletekre próbál hatni. A kifejezést a politika és a politológia egyaránt használja, általában tetszetős, részigazságokon vagy irreális elképzeléseken alapuló politikai programok vagy kijelentések rosszalló (pejoratív) megjelölésére. Számos jelzős szerkezetben is előfordul, attól függően, hogy a politika vagy a kijelentés mely területre vonatkozik (például szociális demagógia, faji demagógia, osztálydemagógia).

## Értelmezések
A mai politikai pártok kissé elkoptatták ezt a kifejezést, mert túl gyakran használják kevésbé elítélendő jelenségek (például kampányfogás) megjelölésre, leszólására. Többségi vélemények szerint a 20. századi nagy diktatúrák megfogalmazása, szóhasználata - mind a fasizmus, mind a nemzetiszocializmus, mind a kommunizmus - gyakran élt a demagógia eszközével. Azt akár közvetett verbális fegyverként is alkalmazta. H. L. Mencken (1880-1956) amerikai humorista, újságíró, szatirista szerint:
„a demagóg valaki, aki olyan tanokat hirdet, amikről tudja, hogy hamisak, olyan embereknek, akikről tudja, hogy idióták.”
Mencken értelmezésében a demagógia szükségszerűen hazugságot tartalmaz, de gyakran ennél tágabb értelemben is használják, amikor a beszélő nem mondja közvetlenül a valótlanságot, hanem hagyja, hogy a kritikátlan hallgató maga jusson el a kívánt végkövetkeztetésre. A demagógia gyakran tartalmaz érvelési hibákat, de sok más eleme is van, amiknek semmi közük a logikához.
A kifejezést manapság elsősorban a politikai ellenfél lejáratására használják.
A demagógok szívesebben időznek hamis kérdések, mint valóságos kérdések körül. Nem mindegyik demagóg nyúl hamis kérdésekhez az egyes kisebbségi csoportok állítólagos vétkei kapcsán, de a többségük ezt teszi. Amit mondanak, az többnyire a tekintélyelvű személyiségtípus igényeihez van igazítva.
A demagógiára leginkább fogékony emberek előítéletes személyiségek. Az előítéletes személyek nem törődnek azzal, hogy világképük szűk körre terjed ki, és szerkezete nincs összhangban a világgal; számukra csak az a fontos, hogy világképük világos és áttekinthető legyen. Ahol nincs rend, ott rendet csinálnak.
A járt utat akkor sem hagyják el, amikor új megoldásokra lenne szükség. Hacsak módjuk van rá, mindenbe belecsimpaszkodnak, ami ismerős, biztonságos, egyszerű és határozott körvonalakkal rendelkezik.

## A demagógia eszközei
Összehasonlíthatatlan mennyiségek párhuzamba állítása – Például: „kormányunk a szociális kiadásokat hétmilliárd forinttal emelte, míg az előző kormány csak 0,4%-kal.” Ez azt sugallja, mintha az utóbbi kevesebb lenne, de nem tudhatjuk, hogy ez valóban így van-e, ha nem tudjuk, mennyit költöttek a kormányok a szociális kiadásokra összesen.
Hamis szaktekintély – támaszkodás egy olyan személy általános szakértői „tekintélyére”, aki az adott témában nem feltétlenül számít jártasnak. Például: „a professzor elolvasta a könyvemet, és nagyon meg volt vele elégedve”. Azt a (fontosnak látszó) tényt, hogy az illető egy vegyészprofesszor volt, a könyv pedig antropológiai témájú, nem említik. 
Vagy velünk, vagy ellenünk (hamis dilemma) – Ha a demagóg úgy állítja be a helyzetet, mintha az adott témában csak kétféle álláspont lenne lehetséges. Például: „Kovács nincs velünk, ezért ellenünk van.” Ezzel kizárjuk annak lehetőségét, hogy az illető az adott kérdésben nem foglal állást egyik fél mellett sem, vagy harmadik fél pártján áll.
Oda nem illő tények felhozatala, hogy álláspontunkat (termékünket stb.) kedvezőbb színben tüntessük fel – Például „Üdítőitalaink nem tartalmaznak nátrium-tioszulfátot.” Ez ugyan valószínűleg igaz, ám mivel a kérdéses vegyi anyag mérgező tisztítószer-alapanyag, nem is szabad (és mindemellett szinte kizárt), hogy üdítőitalokban felbukkanjon.
Érzelmi „támadások” – kísérlet arra, hogy a vitát az érzelmek szintjére helyezzük. Példák: „Mindenki ellenem van!” „Nem lehet egyszer véletlenül nekem is igazam?” 
„Démonizálás” – mások (személy vagy csoport) „morális veszélyként” való beállítása. Ez gyakran jár együtt a bűnbakkereséssel, azzal, hogy másokat hibáztatunk a saját problémáink miatt.
Goebbelsi propaganda – hazugságok (akár óriási képtelenségek) folyamatos, állandó ismételgetése és terjesztése; mivel a tapasztalat szerint magának az ismételgetésnek is – az igazságtartalomtól függetlenül – nagy meggyőzőereje lehet.
Érvelési hibák – sok az előző pontokból ide tartozik. Az érvelési hibák formális logikai hibákat jelentenek, amelyek közül sok nagyon jól alkalmazható demagógia céljára. Például a pusztán időbeli egymás utániság alapján logikai következményt sugall: „A jelenlegi kormány hatalomra kerülése után egy héttel drágult az üzemanyag, bezzeg az előző kormány hatalomra kerülése után egy héttel olcsóbb lett.”. A belföldi üzemanyagár ingadozása ugyanis elsősorban a világpiaci ár mozgásának következménye, ami független attól, hogy milyen kormány van hatalmon.